# Milča Eremiášová
Milča Eremiášová (* 20. června 1938 Praha) je česká akademická malířka, výtvarnice, umělecká krajkářka a designerka. Je jednou z nevýraznějších osobností české moderní krajky.

## Životopis
Milča Eremiášová se narodila 20. června 1938 v Praze jako druhé ze čtyř dětí. Po maturitě na jedenáctiletce, v letech 1956 až 1962 studovala na Vysoké škole uměleckoprůmyslové v Praze obor krajky a výšivky u prof. Emilie Paličkové a prof. Antonína Kybala. V roce 1967 až 1971 absolvovala uměleckou aspiranturu v oboru ruční krajky na Vysoké škole uměleckoprůmyslové v Praze opět u prof. Paličkové a prof. Kybala. V letech 1962 až 1990 působila jako pedagog ve Školském ústavu umělecké výroby v Praze a v letech 1990 až 1995 vedla atelier krajky a výšivky na Soukromé mistrovské škole uměleckého designu v Praze a působila ve Vzdělávacím spolku uměleckých řemesel, Česká palička, Občanské sdružení Krajka aj. Často působí v zahraničí v krajkářství (Belgie, Nizozemí, Dánsko aj.). V hlavní aktivní činnosti se věnuje ručně paličkovaným krajkám. Inspiruje se ve staré Praze, přírodě, hudbě, divadlu a křesťanských tradicích. Svá díla mnohokrát vystavovala doma i v zahraničí.
Některá její díla lze zhlédnout v Muzeu krajky Vamberk ve Vamberku.
Její žákyní byla také Lydie Kheková.

## Galerie

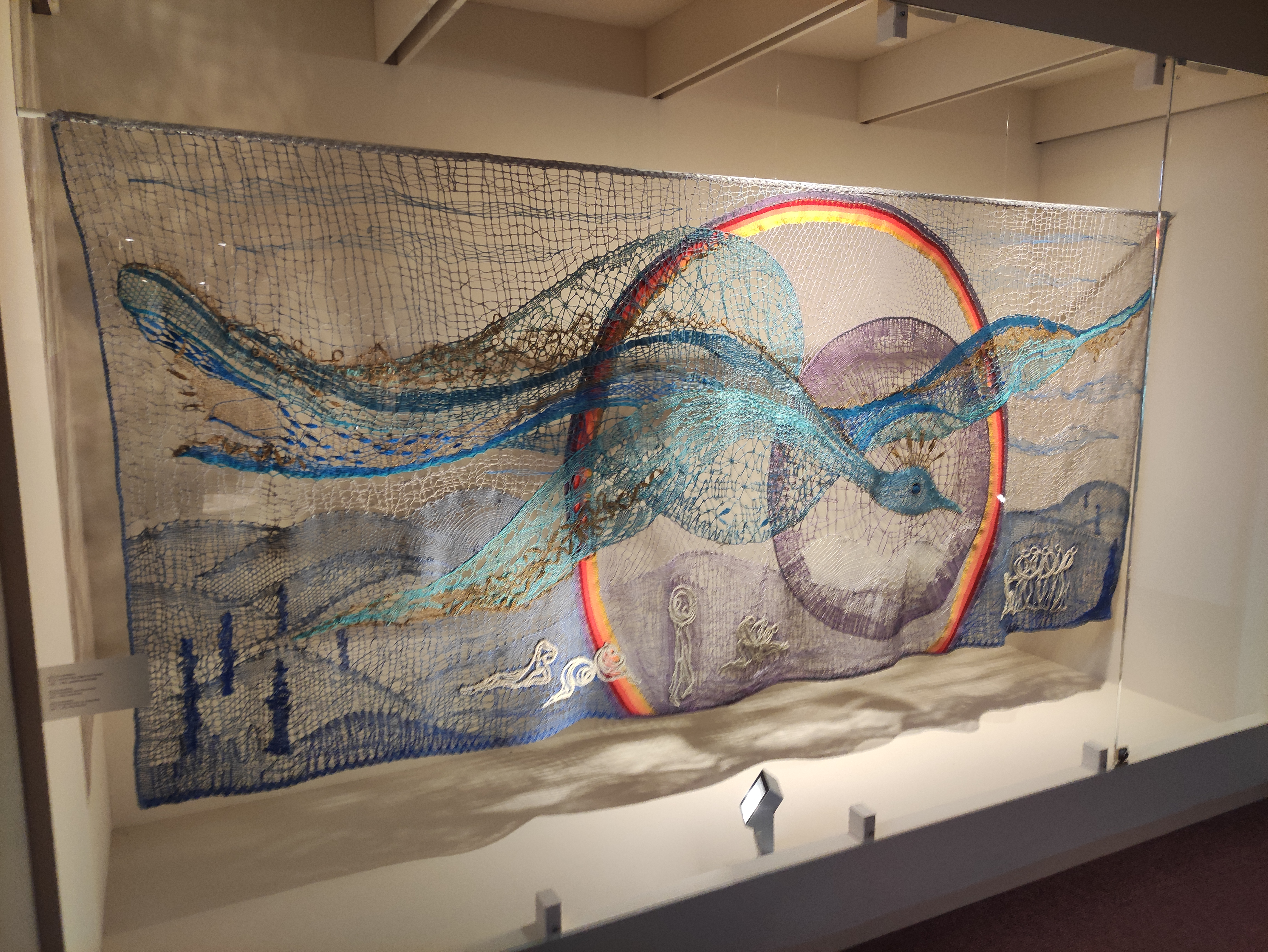
Mýtologický/pohádkový Pták Ohnivák (autor Milča Eremiášová, Muzeum krajky Vamberk)